# Giovanni Renosto
Giovanni Renosto (ur. 14 września 1960 w Treviso) – włoski kolarz torowy i szosowy, trzykrotny medalista torowych mistrzostw świata.

## Kariera
Największym sukcesem w karierze Giovanniego Renosto jest zdobycie złotego medalu w wyścigu ze startu zatrzymanego zawodowców podczas mistrzostw świata w Lyonie w 1989 roku. W wyścigu tym wyprzedził bezpośrednio swego rodaka Waltera Brugnę i Torstena Rellensmanna z RFN. Ponadto na rozgrywanych trzy lata wcześniej mistrzostwach świata w Colorado Springs zdobył brązowe medale w wyścigu ze startu zatrzymanego oraz derny. W pierwszym przypadku uległ jedynie Włochowi Bruno Vicino i Belgowi Constantowi Tourné, a w drugim przegrał tylko z Dannym Clarkiem z Australii i Constantem Tourné. Ponadto wielokrotnie zdobywał medale torowych mistrzostw Włoch; startował także w wyścigach szosowych zwyciężając między innymi w jednym z etapów Giro d'Italia w 1981 roku. Nigdy nie brał udziału w igrzyskach olimpijskich.